# Vitali Zaprudskikh
Vitali Ivanovich Zaprudskikh (tiếng Nga: Виталий Иванович Запрудских; sinh ngày 1 tháng 1 năm 1991) là một hậu vệ bóng đá người Nga. Anh thi đấu cho F.K. Volgar Astrakhan.

## Sự nghiệp câu lạc bộ
Anh có màn ra mắt tại Russian Second Division cho FC Sibir-2 Novosibirsk năm 2008.